# Damongo
Damongo ist die Hauptstadt der Savannah Region im Norden Ghanas mit etwa 6000 Einwohnern.

## Lage
Damongo liegt zentral in der Savannah Region im West Gonja District ca. 100 km westlich von Tamale.

## Einwohner
Die Mehrzahl seiner Einwohner sind Gonjas, es sind aber auch Frafras, Aschanti, Dagaabas, Dagombas, Kassem und einige weitere Volksgruppen vertreten.
Aufgrund von Konflikten zwischen unterschiedlichen Bevölkerungsgruppen wurde 1994 das Unity Centre – heute „Centre for Conflict Transformation and Peace Studies“ – gegründet, wo von Gewaltpräventionsseminaren bis hin zu Einkehrtagen für Priester verschiedene Projekte angeboten werden, um den Frieden in der Region zu stabilisieren.

## Einrichtungen
Damongo besitzt ein Krankenhaus, das West Gonja Hospital, das es zum Anlaufpunkt für Menschen aus dem ganzen Distrikt (aus ca. 80 km Umkreis) macht.
Sonntags sind die zwei katholischen Kirchen im Ort wichtige Anlaufpunkte, St. Anne in Damongo town und St. Theresa im Stadtteil Canteen in der Nähe des West Gonja Hospitals.
Ein Internetcafé befindet sich neben der Busstation, von der täglich Busse nach Tamale, Wa, Mole und Bole fahren.
Damongo ist Bischofssitz des Bistums Damongo. Bischof ist seit 25. März 2011 Peter Paul Angkyier. Der vorherige Bischof Philip Naameh wurde zum Erzbischof der Diözese Tamale ernannt.
Damongo besitzt einige Grund- und weiterführende Schulen (primary schools und JSS) sowie drei Oberschulen (SSS):
- DASS (Damongo Secondary School)
- Dassatec (Damongo Technical Secondary School)
- SAGISS (St. Anne’s Girls’ Senior Secondary School)

Es bestehen Beziehungen zum Bistum Münster im Rahmen einer Partnerschaft mit den nördlichen Diözesen des Landes. Außerdem wird das Krankenhaus durch die Mustangh Foundation unterstützt, die von Medizinstudenten aus Maastricht gegründet wurde. Neben der Kathedrale befindet sich der Kids Club Damongo, eine Anlaufstelle zum Lernen und Spielen für die Kinder. Im Rahmen dieser Partnerschaftsarbeiten leben ständig europäische Freiwillige im Ort.
Gute Kontakte bestehen auch zur Pfarre Kuchl in Österreich.

## Veranstaltungen
Samstags ist Wochenmarkt in Damongo, besonders beliebt ist hier das lokal gebraute Hirsebier, Pito genannt.

## Bilder

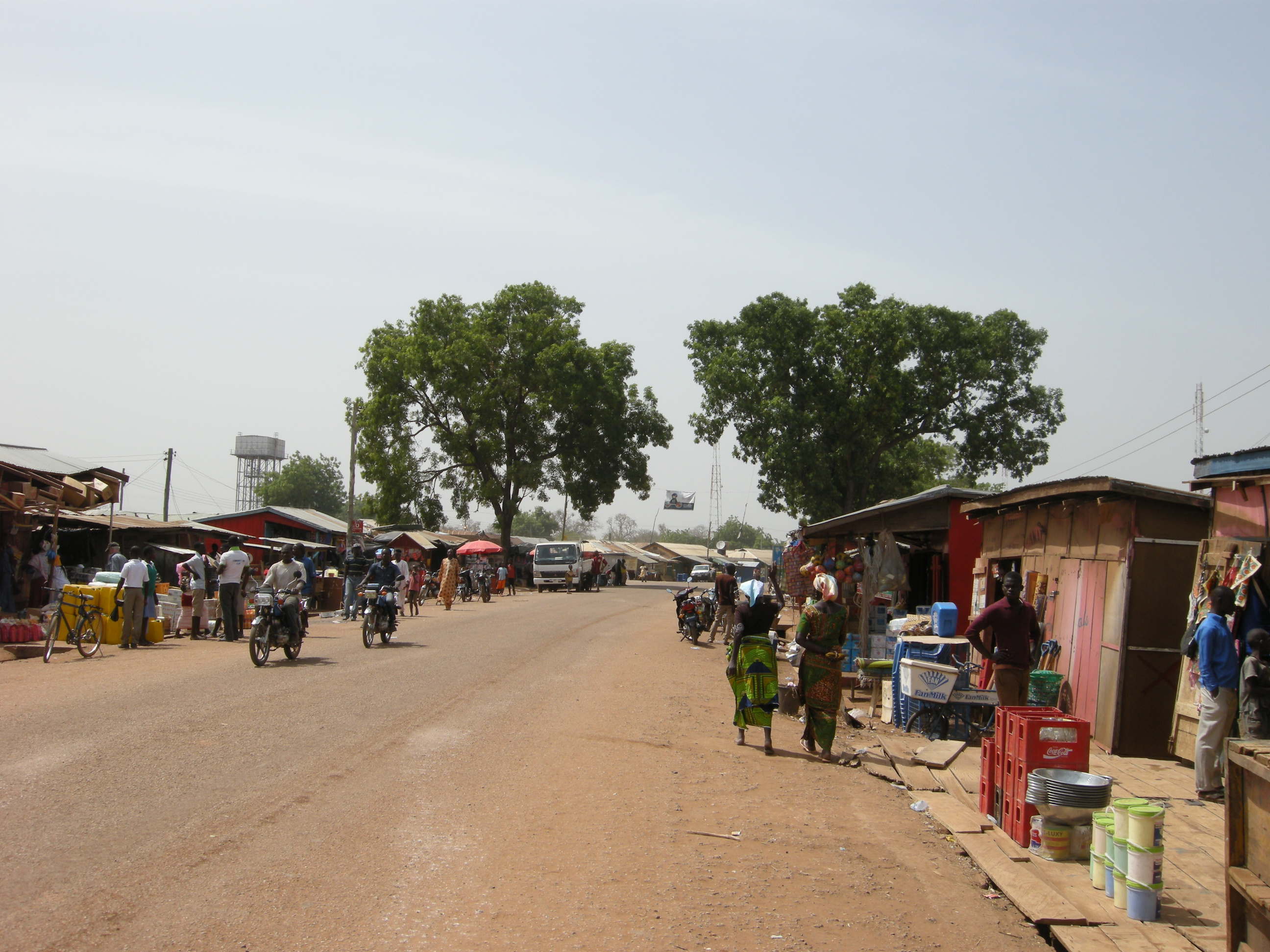
Ortsmitte, Richtung Larabanga/Sawla
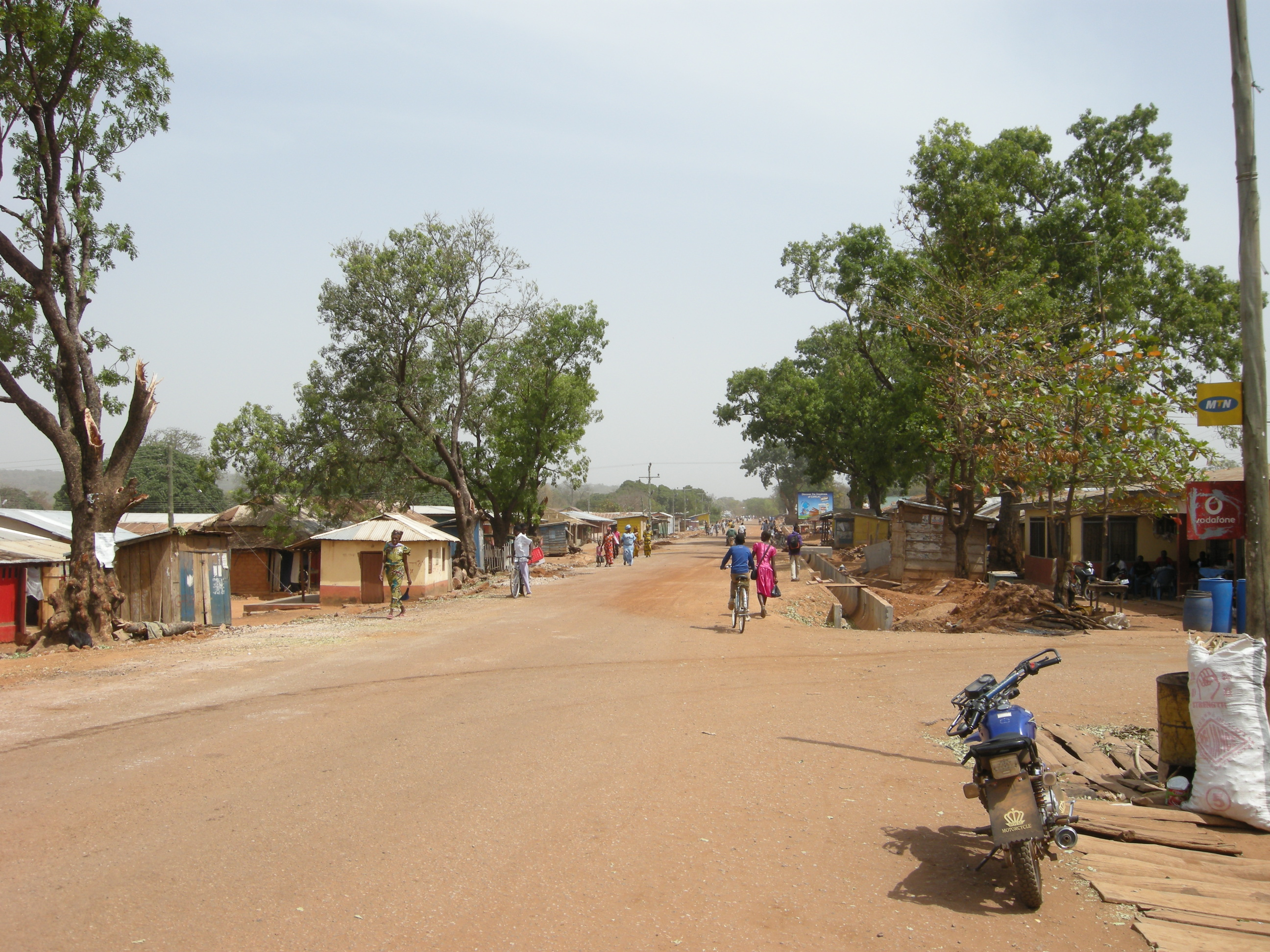
Ortsmitte, Richtung Fufulso
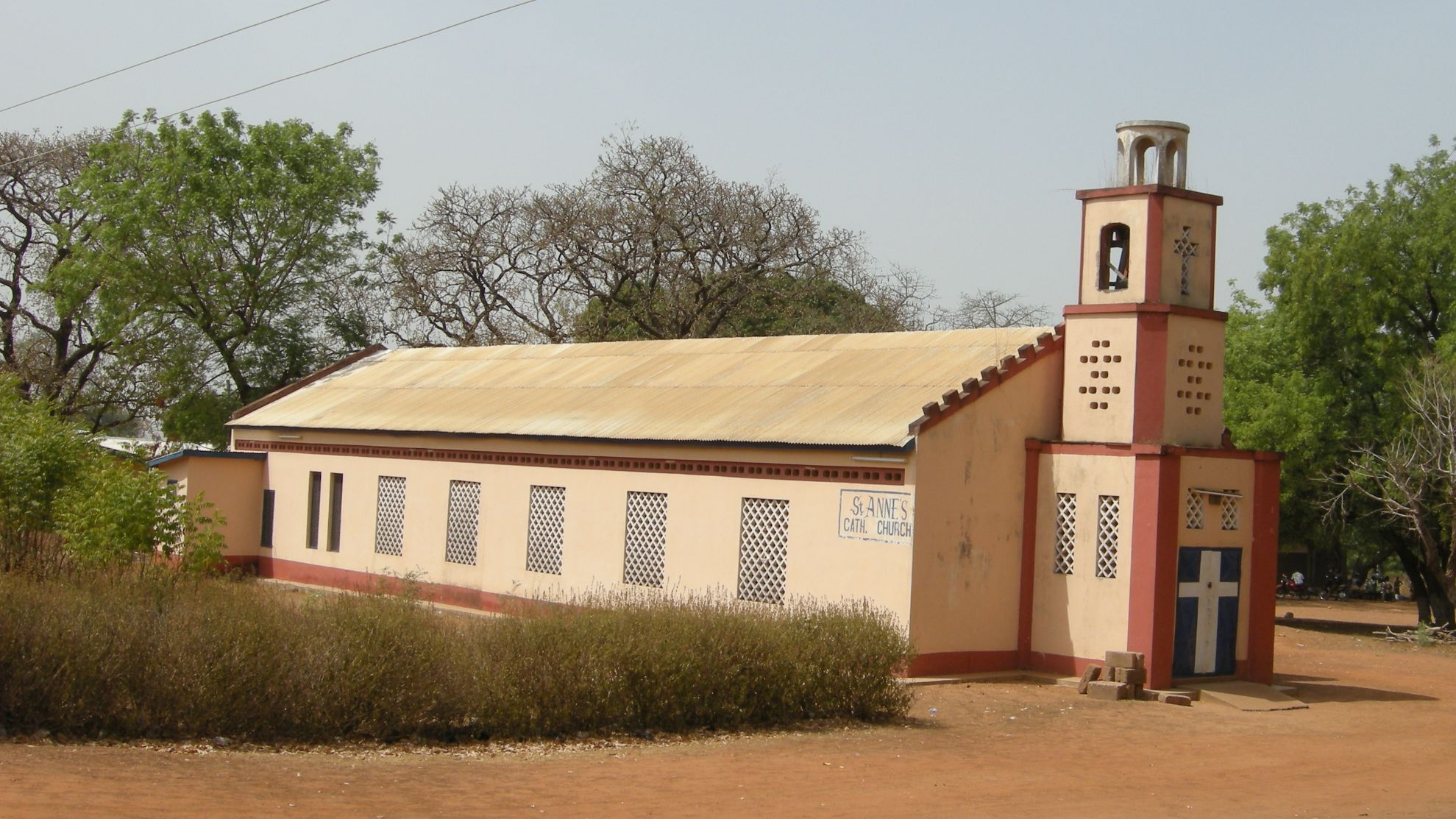
St. Anne-Kathedrale
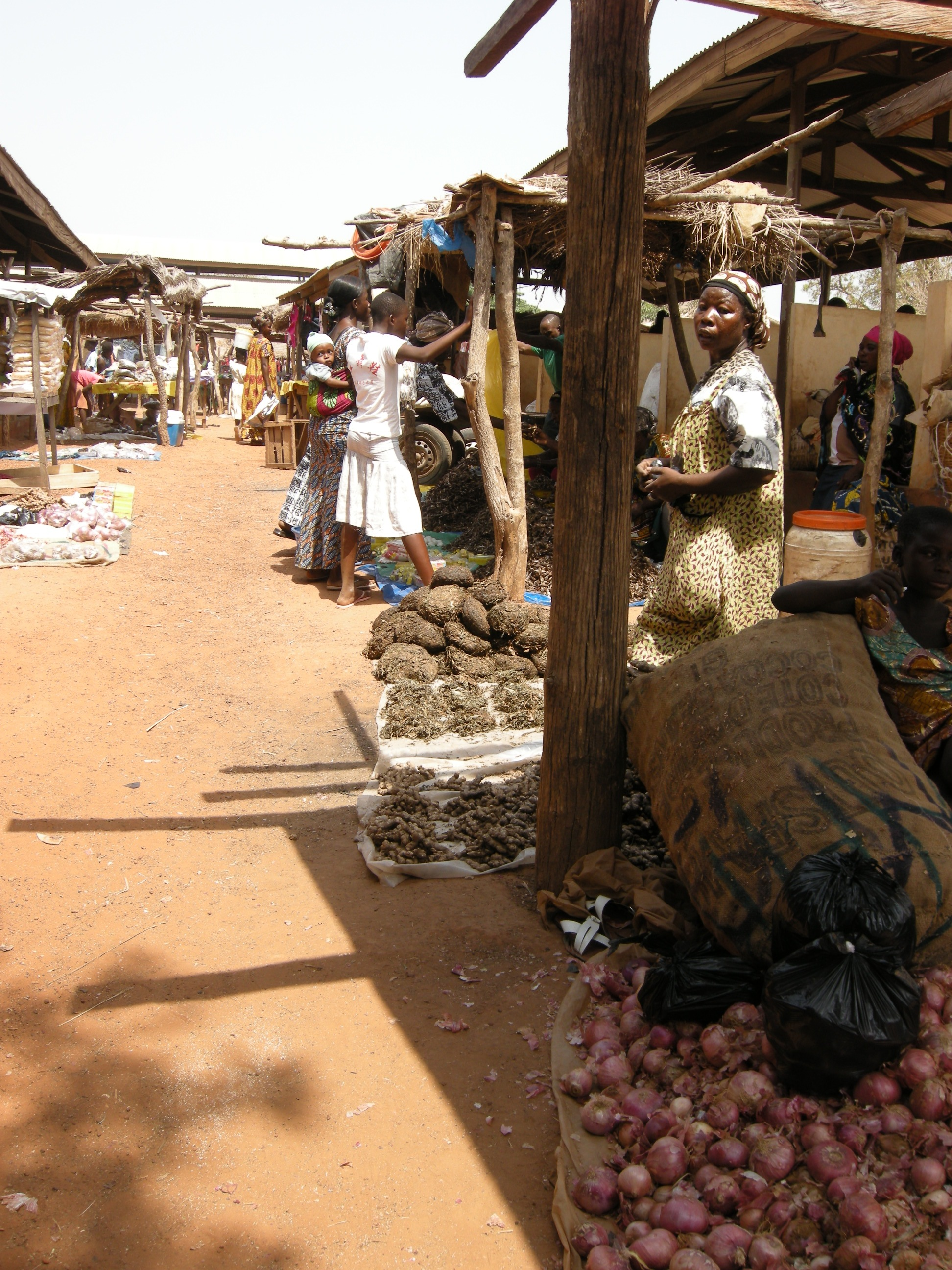
Wochenmarkt
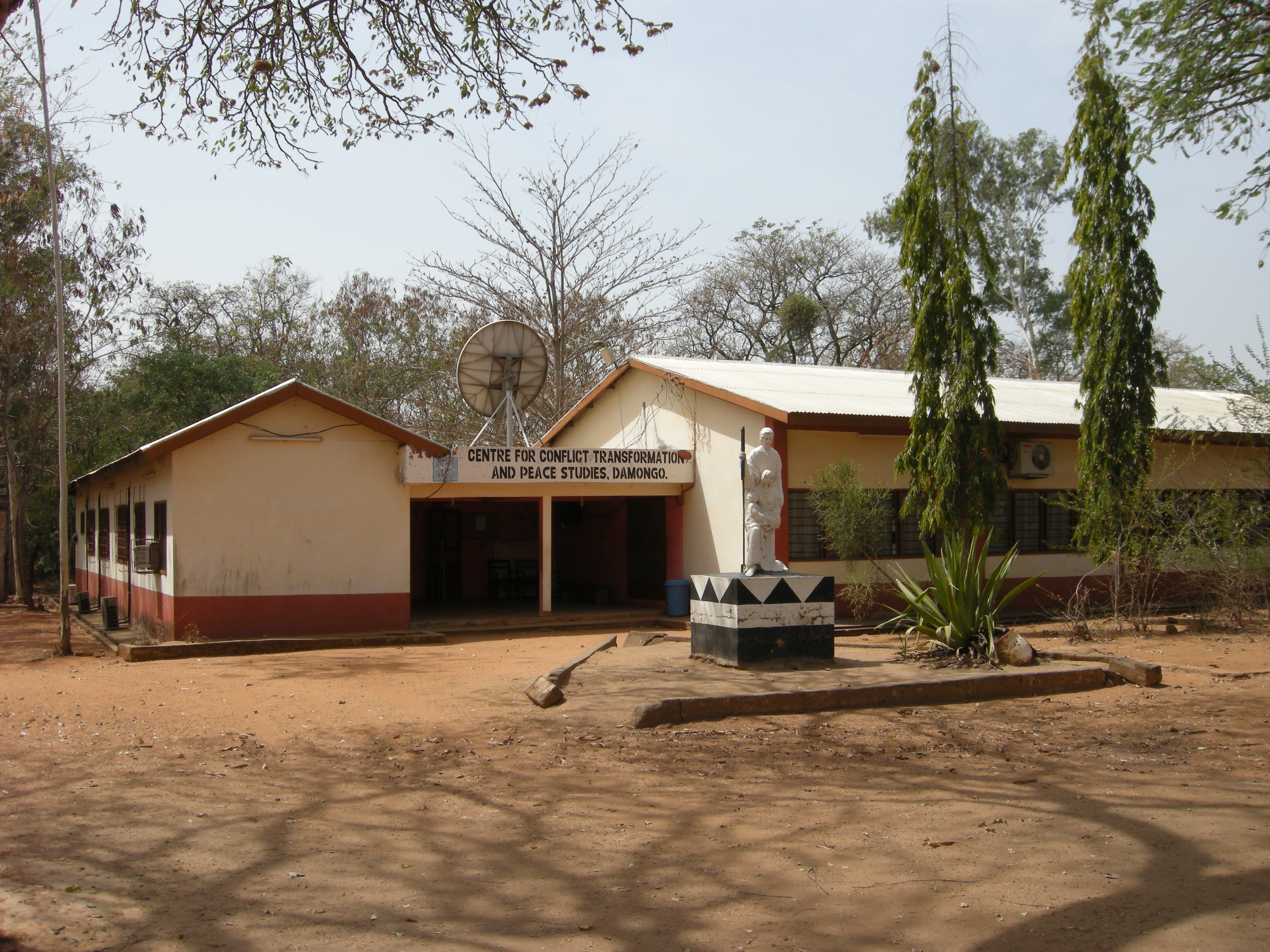
Friedenszentrum
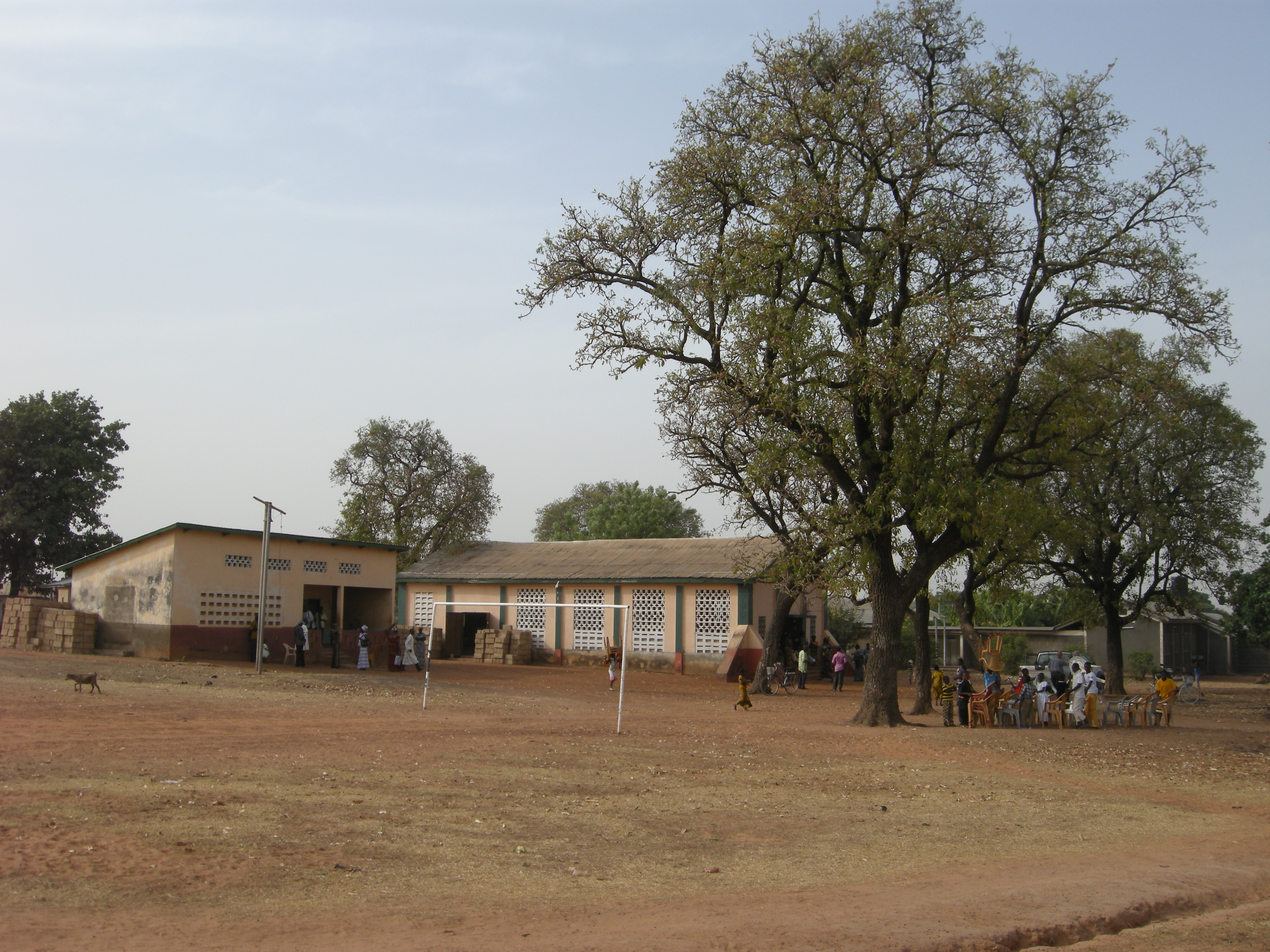
Kirche St. Theresa